# Nadelwitz
Nadelwitz (hornolužickosrbsky  Nadźanecy) je místní část velkého okresního města Budyšín v Horní Lužici v německé spolkové zemi Sasko. Nachází se v zemském okrese Budyšín a má 290 obyvatel.

## Geografie
Nadelwitz se nachází východně od centra města Budyšín. Vsí protéká potok Albrechtsbach, nejvyšším bodem území je Schafberg (201 m). Po severní hranici katastrálního území prochází dálnice A4. Nadelwitz leží na trase Svatojakubské cesty.

## Historie
Ve východní části katastru vsi na Schafbergu se nachází rozsáhlé neolitické pohřebiště, odkrývané postupně od 19. století. První písemná zmínka pochází z roku 1345, kdy je ves uváděna jako Nadillicz. Roku 1936 se Nadelwitz připojilo k obci Baschütz a spolu s ní v roce 1979 k obci Jenkwitz. Roku 1994 se od ní Nadelwitz oddělilo a přičlenilo k Budyšínu.

## Obyvatelstvo
Vesnice náleží k lužickosrbské oblasti osídlení.

## Pamětihodnosti
- panský dům z doby kolem roku 1870
- hřbitov Panny Marie